# Sainte-Croix-du-Mont
Sainte-Croix-du-Mont ist eine französische Gemeinde mit 841 Einwohnern (Stand 1. Januar 2022) im Département Gironde in der Region Nouvelle-Aquitaine. Die Gemeinde gehört zum Kanton L’Entre-deux-Mers im Arrondissement Langon. Sie verfügt über eine Grundfläche von 898 Hektar und liegt auf einer mittleren Höhe von 90 m ü. NN.
Sainte-Croix-du-Mont gibt dem gleichnamigen Weinbaugebiet seinen Namen. Auf dem Gebiet der Gemeinde wird auf 726 Hektar Fläche Wein angebaut.

## Bevölkerungsentwicklung
| Jahr                       | 1962 | 1968 | 1975 | 1982 | 1990 | 1999 | 2010 | 2017 |
| Einwohner                  | 928  | 926  | 846  | 820  | 804  | 844  | 899  | 899  |
| Quellen: Cassini und INSEE |      |      |      |      |      |      |      |      |

## Sehenswürdigkeiten

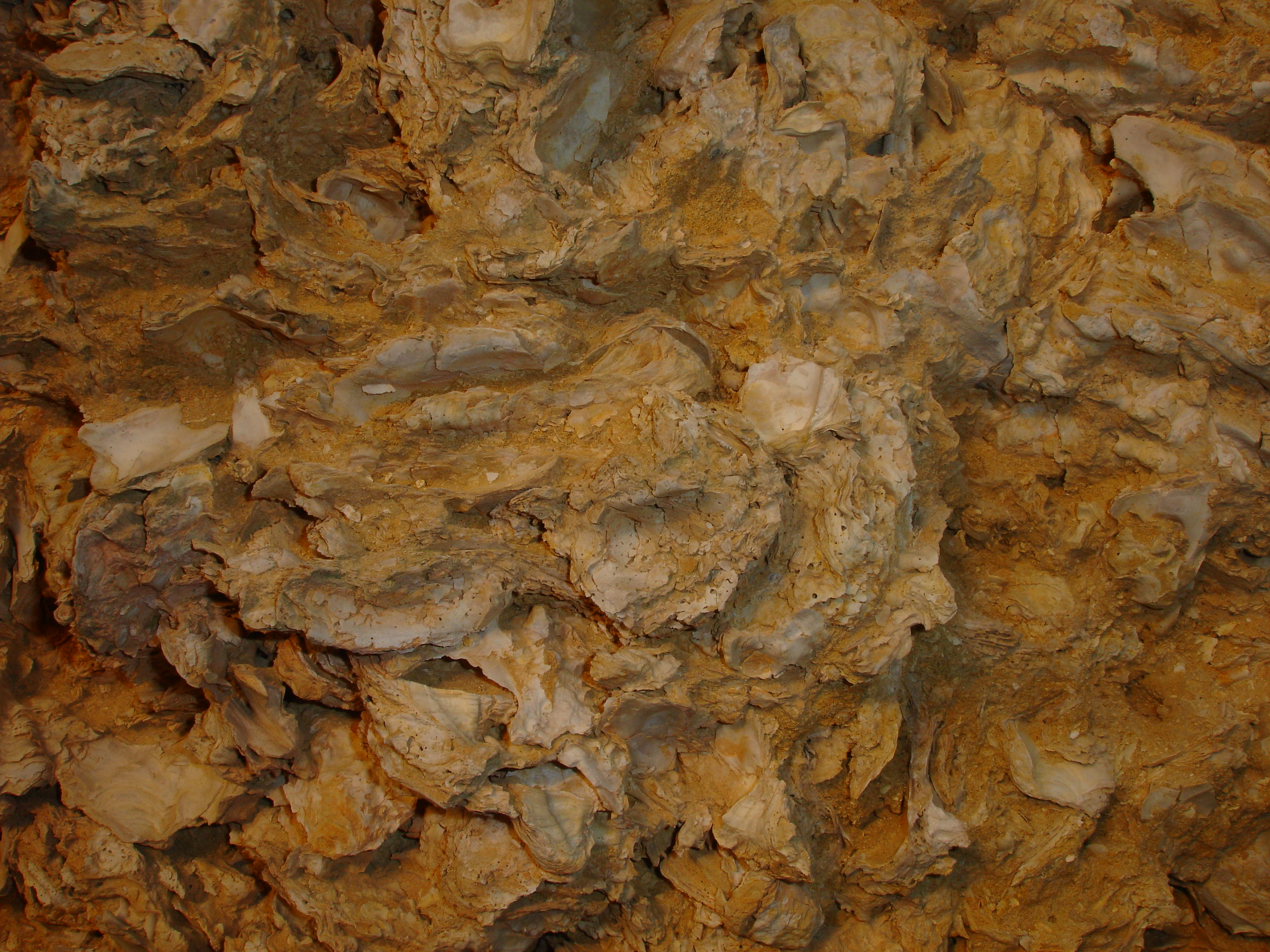
Fossile Austern in den Kalkböden von Sainte-Croix-Du-Mont

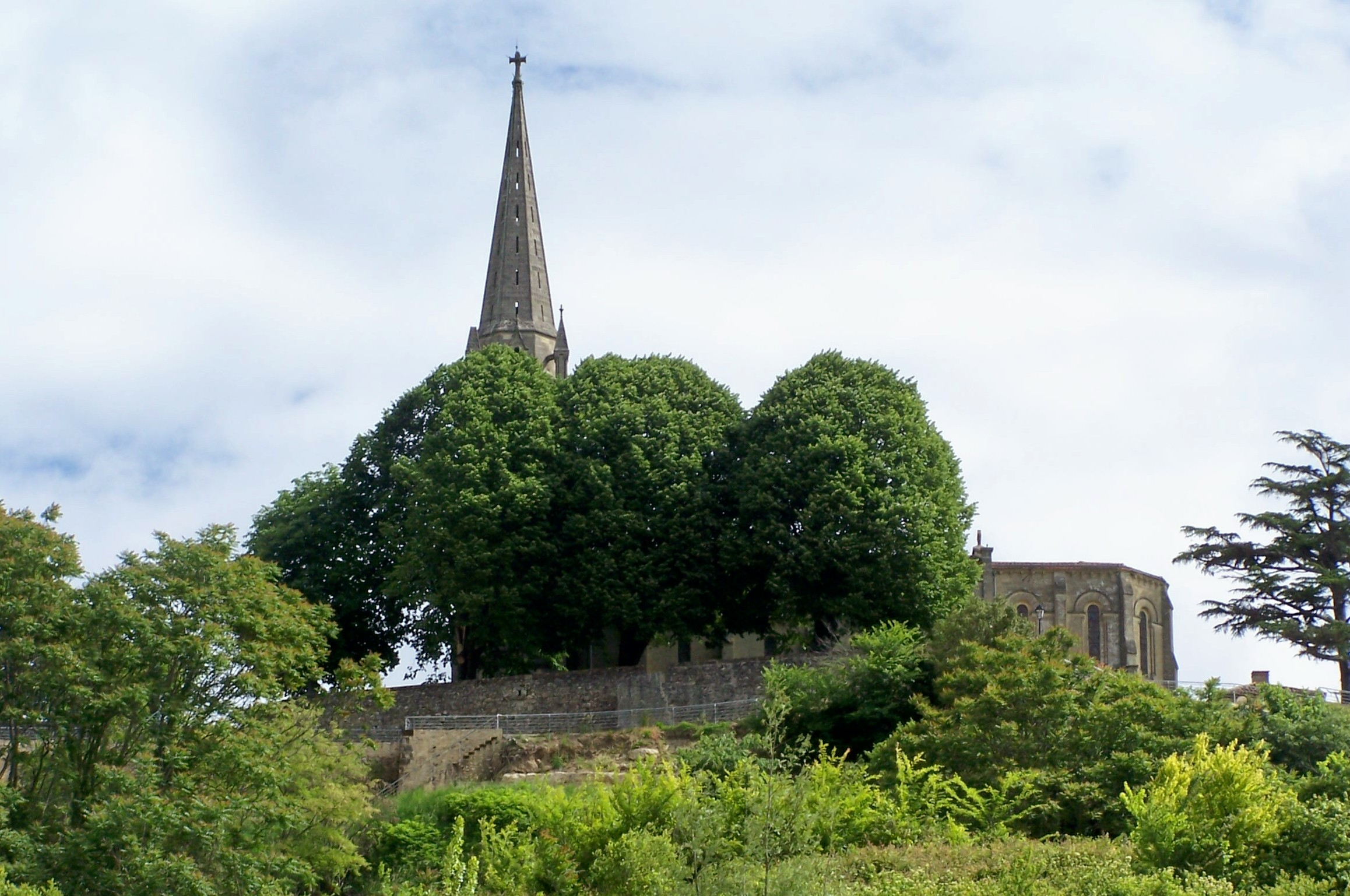
Heiligkreuz-Kirche

- Château de Tastes aus dem 14. Jahrhundert (heute das Rathaus der Gemeinde)
- Heiligkreuz-Kirche (Sainte-Croix) aus dem 19. Jahrhundert (Monument historique)